# Riverfront Towers
El Riverfront Towers es un complejo de apartamentos y condominios de tres rascacielos residenciales de gran altura a lo largo del International Riverfront en Detroit, Míchigan. Cada uno de los rascacielos está compuesto a su vez por tres torres de altura descendente y el conjunto esta cerca del borde del río Detroit. 

## Características
Los tres edificios son ejemplos de arquitectura moderna. Las torres 1 y 2 son de apartamentos, la torre 3 contiene condominios.
- Riverfront Tower 100 es un edificio de 275 unidades en 100 Riverfront Drive, construido en 1991 y terminado en 1992.
- Riverfront Tower 200 es un edificio de 280 unidades en 200 Riverfront Drive, construido en 1982 y terminado en 1983.
- Riverfront Tower 300 es un edificio de 29  unidades en 300 Riverfront Drive, construido en 1982 y terminado en 1983.[1]

Los residentes se dividen en zonas a las escuelas públicas de Detroit. Los residentes se dividen en zonas a Owen Academy en Pelham (K-8) y King High School.

## Residentes notables
- La 'Reina del Soul' Aretha Franklin vivió y murió en un apartamento en las torres en agosto de 2018.
- La 'Madre del movimiento por los derechos civiles' Rosa Parks vivió y murió en su apartamento también en octubre de 2005.
- El exalcalde de Detroit Coleman A. Young.